# Relationship lending
Per relationship lending (o credito di relazione) si intende una forma di intermediazione bancaria nella quale la banca eroga credito ad un individuo sulla base di un precedente rapporto di prestito o deposito di lunga durata. La relazione di clientela qui è contraddistinta da interazioni frequenti e multiple con il cliente, la banca in questo modo acquisisce il maggior numero di informazioni riservate (soft information) che può così utilizzare in modo esclusivo.
Questo vantaggio informativo esclusivo va a ripagare, in termini di maggior rendimento, l'investimento informativo che la banca fa per valutare il merito di credito (costi di monitoring e screening). In tale relazione tra banca e cliente si superano le classiche asimmetrie informative tipiche dei mercati finanziari market oriented permettendo un'allocazione efficiente delle risorse del sistema finanziario, cioè affidando il credito ai progetti imprenditoriali migliori.
Questo fenomeno presenta i suoi vantaggi come l'interest rate smoothing, cioè la protezione del debitore da variazioni dei tassi ma dall'altra parte produce due effetti sconvenienti, come quello dell'hold up (cattura del debitore) e del soft budget costraint (cattura del creditore).
Il primo effetto consiste nell'erosione dei profitti dell'impresa, da parte della banca finanziatrice in un regime di mono-affidamento, dove l'impresa si affida ad una sola banca; il secondo dipende dai comportamenti opportunistici dell'impresa finanziata, come conseguenza del maggior lassismo della banca nel valutare il merito creditizio di un cliente, con cui vi è una relazione di lungo periodo.